# Меле (Грузия)
Меле (груз. მელე) — село в Грузии, на территории Лентехского муниципалитета края (мхаре) Рача-Лечхуми и Нижняя Сванетия.

## География
Село находится в северной части Грузии, на правом берегу реки Цхенисцкали, на расстоянии приблизительно 27 километров (по прямой) к востоку от посёлка городского типа Лентехи, административного центра муниципалитета. Абсолютная высота — 1304 метра над уровнем моря.

## Население
По результатам официальной переписи населения 2014 года, в Меле проживало 116 человек (54 мужчины и 62 женщины). В национальной структуре населения грузины составляли 100 %.
| Год  | Население, человек |
| ---- | ------------------ |
| 2002 | 231                |
| 2014 | ↘ 116              |